# Piriproxifeno
El Piriproxifeno es un derivado de la piridina con actividad insecticida por contacto e ingestión. Se considera un análogo de la hormona juvenil de los insectos y por tanto afecta al desarrollo, interfiriendo en el proceso de la muda, y a la reproducción, esterilizando a los insectos adultos. En general, se utiliza en el control de insectos plagas producidas por cochinilla (Coccoidea) y mosca blanca (Aleyrodidae).